# Ереванский коньячный завод

Завод в начале XX века

Ереванский коньячный завод (ЕКЗ) — ведущее предприятие Армении по производству алкогольных напитков.

## История
Коньячное производство в Восточной Армении было основано в 1887 году грузинским предпринимателям и меценатом Давидом Сараджишвили, передавшему его Нерсесу Таиряну, который, в свою очередь, в 1898 переходит к Н. Л. Шустову — сначала в аренду, а в 1900 в собственность. Всемирная слава к продукции завода пришла в 1900 году: во время Всемирной выставки в Париже были представлены образцы «Финьшампаня отборного», коньяка, произведенного в Армении. Во время «слепой дегустации» коньяк Шустовых был признан лучшим и получил золотую медаль. Особенной привилегией стало право называть «Финьшампань» коньяком, а не бренди и размещать это название на этикетке.
В 1948 году, в связи с реорганизацией Ереванского винно-коньячного завода (так в конце 1940-х назывался бывший шустовский завод) в Ереванский винный комбинат, цех выкурки коньячного спирта и коньячный цех были объединены в самостоятельный Ереванский коньячный завод, выделенный на отдельный баланс Ереванского винного комбината.
В 1953 году после завершения строительства и переезда в новое здание начинается самостоятельная история Ереванского коньячного завода. С 1953 по 1991 год ЕКЗ был единственным заводом, монопольно выпускавшим армянский коньяк. Остальные заводы Армении занимались выкуркой и выдержкой спиртов, купаж которых осуществлял ЕКЗ. Именно здесь производился розлив знаменитых на весь мир армянских коньяков: ординарных (трёх-, четырёх- и пятилетних) и марочных («Отборный», «Юбилейный», «Армения», «Двин», «Ереван», «Праздничный», «Наири», «Васпуракан» и «Ахтамар»). В 1991 монополия ЕКЗ на выпуск коньяков была ликвидирована.
Более 20 лет (с 1948 по 1973 год) главным технологом ЕКЗ был Маркар Седракян, Герой Социалистического Труда, Рыцарь дегустации (Франция, 1972 г.).
В 1998 году ЕКЗ был приватизирован и вошёл в состав международной группы Pernod Ricard. Сумма сделки составила 30 млн долларов.
В апреле 1999 года по инициативе ЕКЗ был введён новый Стандарт Республики Армения «Армянский коньяк», жёстко регламентирующий производство этого напитка.
На территории завода находится историко-музейный комплекс, в котором экспонируются образцы армянских коньяков АРАРАТ, составляющих своеобразную летопись армянского коньякоделия. Также в нём находится «бочка мира»: уникальная бочка, заложенная в 2001 году по случаю визита сопредседателей Минской Группы ОБСЕ, в которой хранится спирт 1994 года, что символизирует дату подписания перемирия в Карабахском конфликте.

Ереванский коньячный завод и мост Победы, 1952.jpeg

## Продукция
ЕКЗ — безусловный лидер по объёму производства и экспорту армянских коньяков. Обладает примерно 60 % обще-армянских запасов коньячных спиртов различных сроков выдержки. В современную линейку продукции ЕКЗ входят:
- «3 звезды» — выдержка 3 года
- «5 звезд» — выдержка 5 лет
- «Ани» — выдержка 6 лет
- «Отборный» — выдержка 7 лет
- «Ахтамар» — выдержка 10 лет
- «Васпуракан» — выдержка 15 лет
- «Наири» — выдержка 20 лет
- «Армения» — выдержка 20 лет
- «Двин» — выдержка 10 лет[5]
- 25 — выдержка 25 лет

ЕКЗ также обладает запасами эксклюзивных марок коньяков, которые разливаются по специальному заказу и недоступны в розничной сети: «Эребуни» — 30 лет, «Киликия» — 30 лет, «Спарапет» — 40 лет и «Ноев Ковчег» — 50 лет выдержки.

## Интересные факты
- Коньяк производства ЕКЗ поставляется в 25 стран мира. В 47 странах зарегистрированы товарные знаки ЕКЗ.
- Четыре года подряд марка «АрАрАт» удостаивалась в России номинации «Товар года». Всего на сегодняшний день ЕКЗ имеет: 115 золотых, 48 серебряных и 8 бронзовых медалей.
- По известной легенде, любимым коньяком Уинстона Черчилля был пятидесятиградусный «Двин» производства ЕКЗ[6][неавторитетный источник][7].

## Галерея

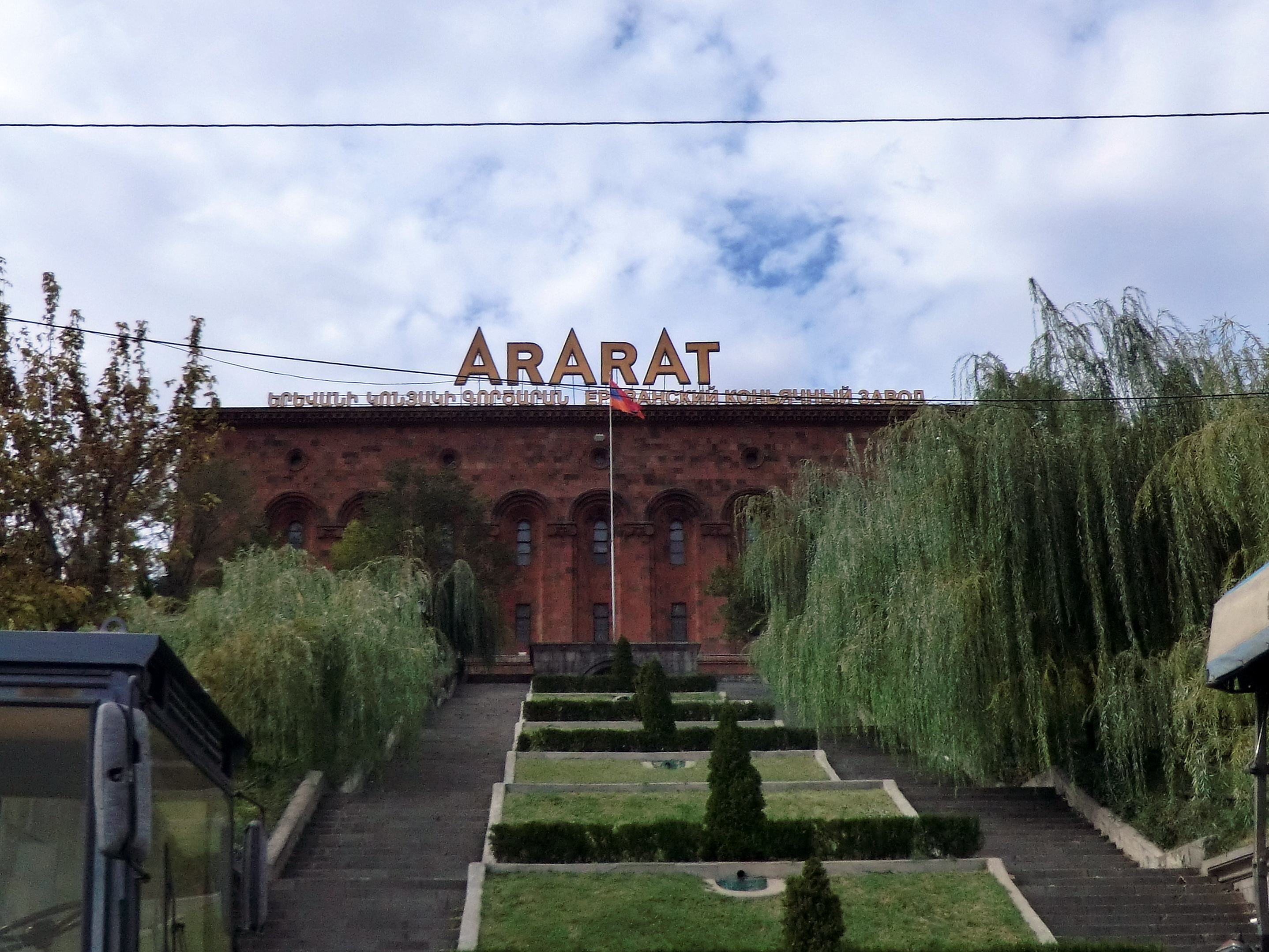
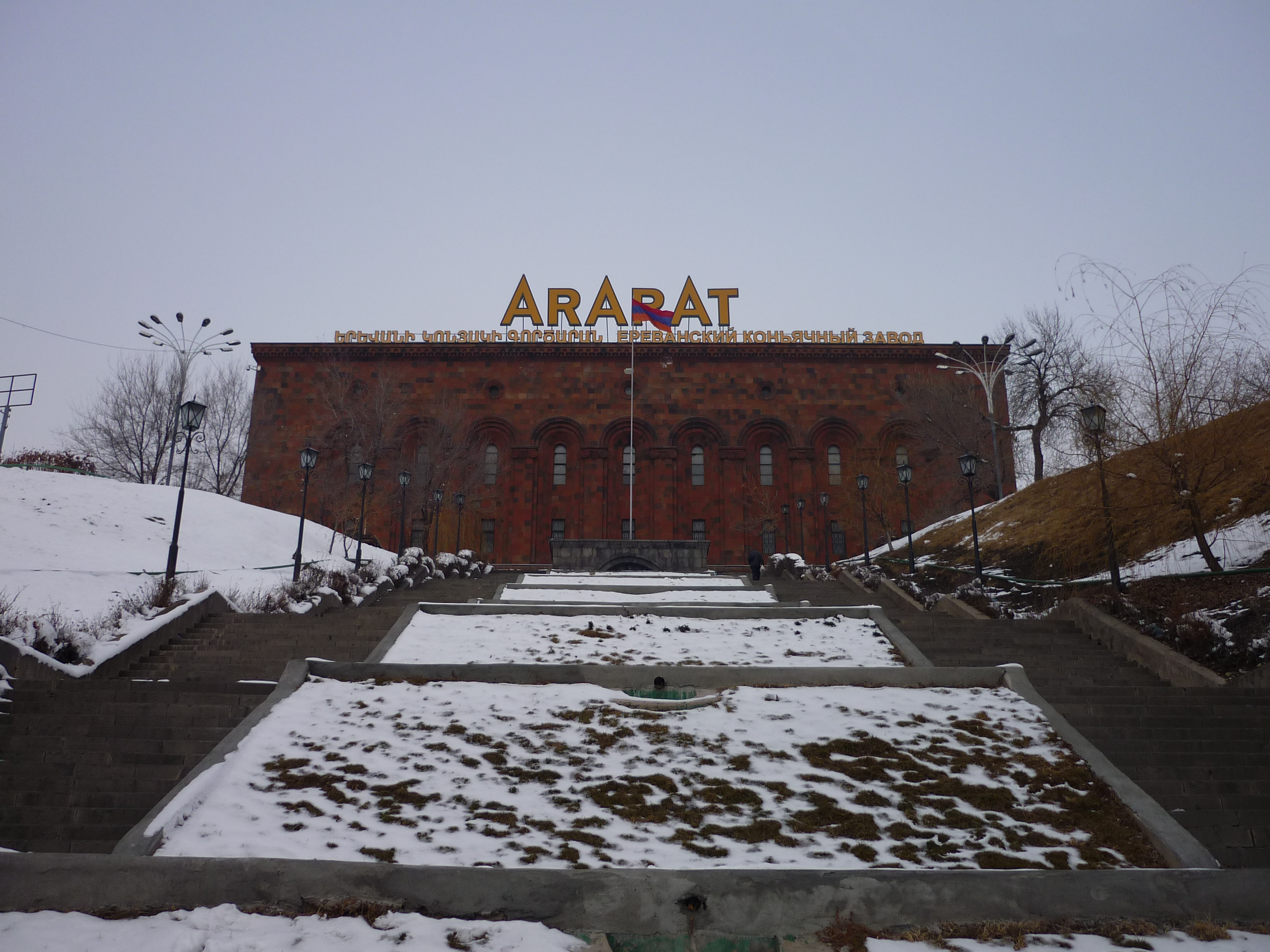
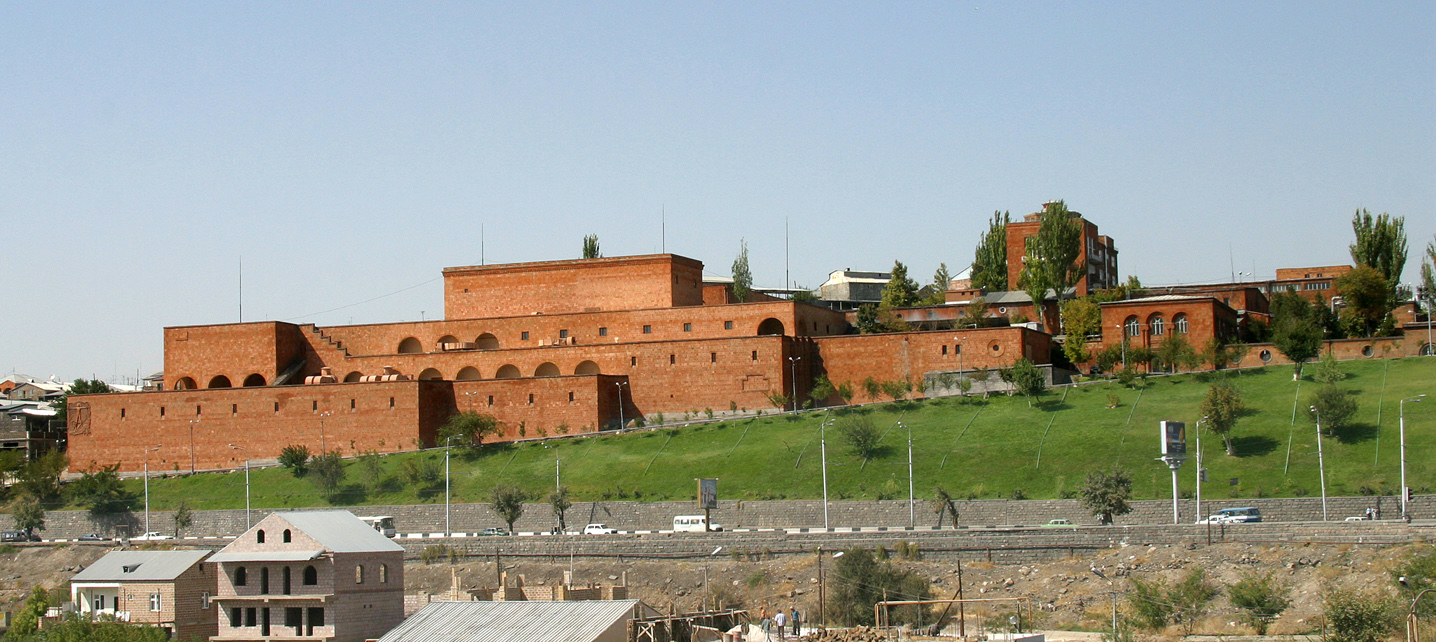
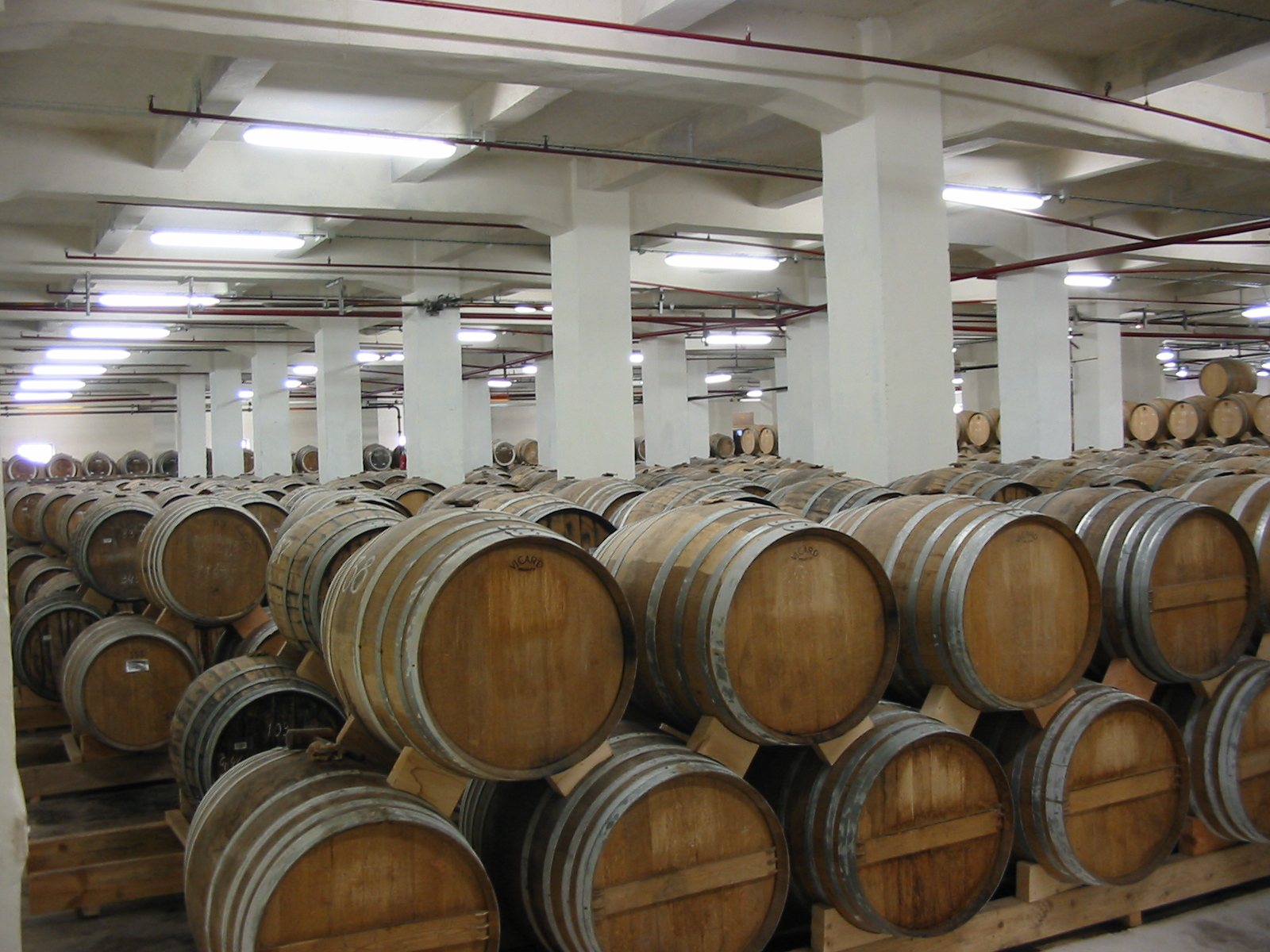
Один из цехов
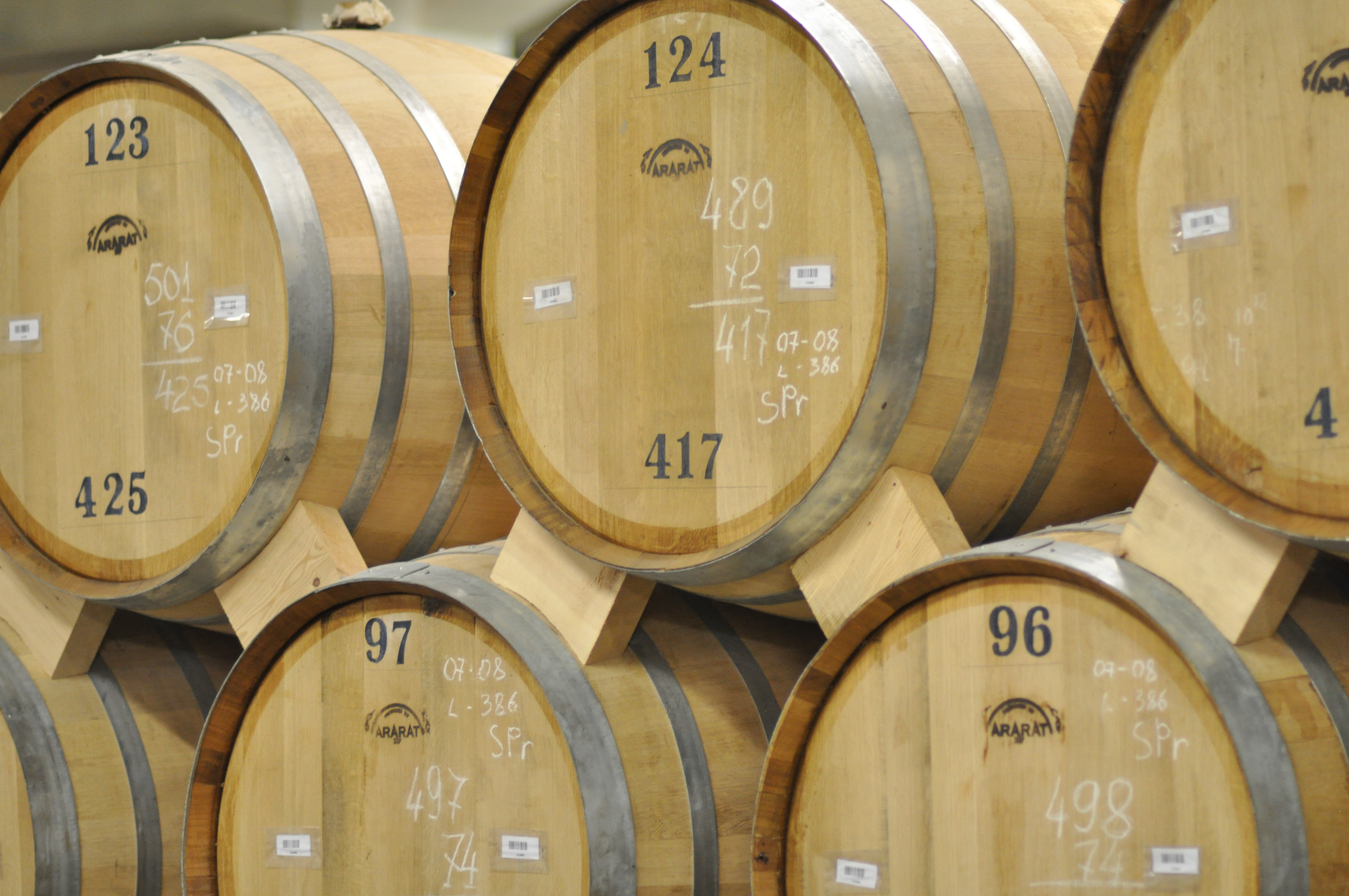
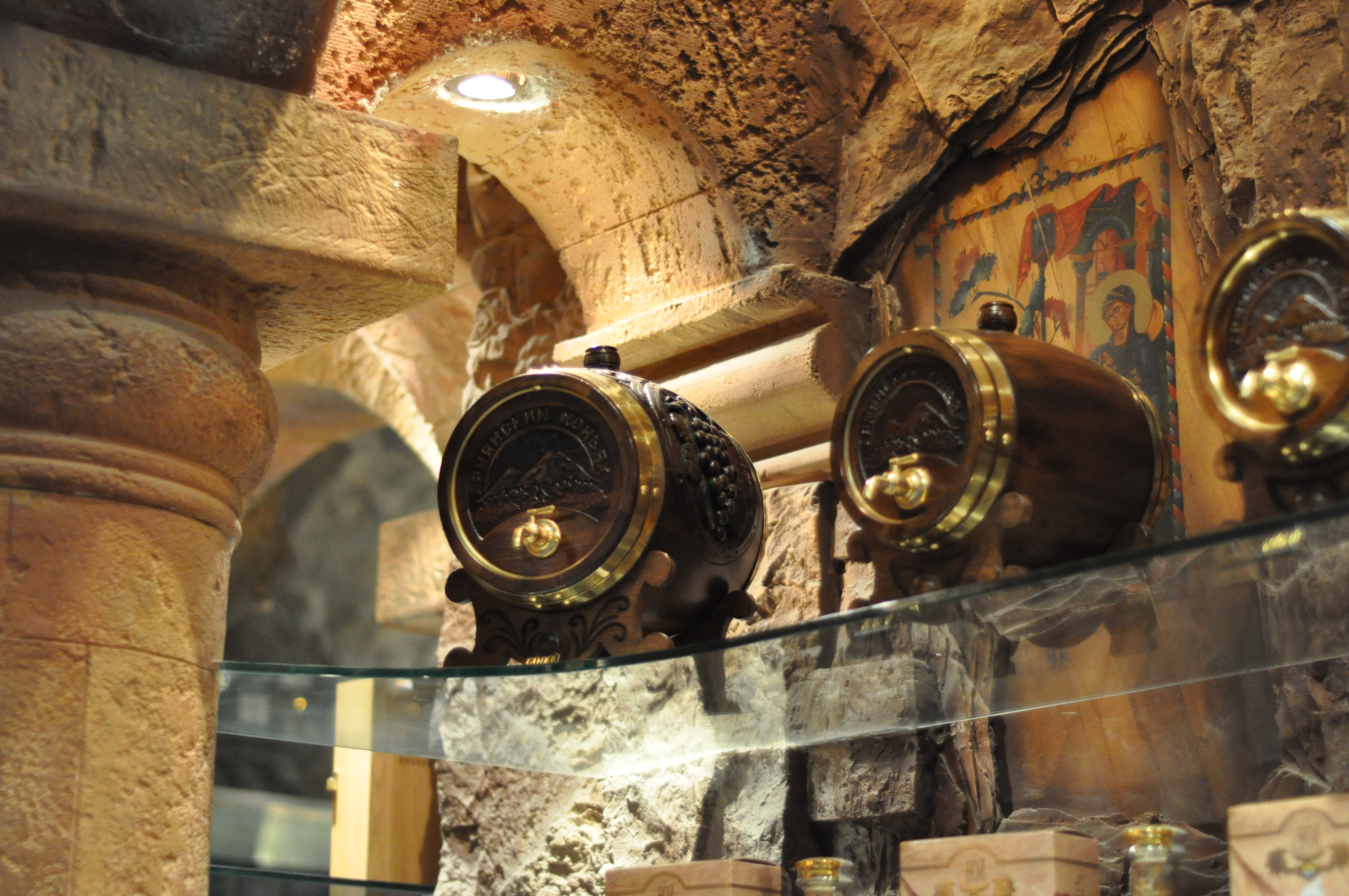
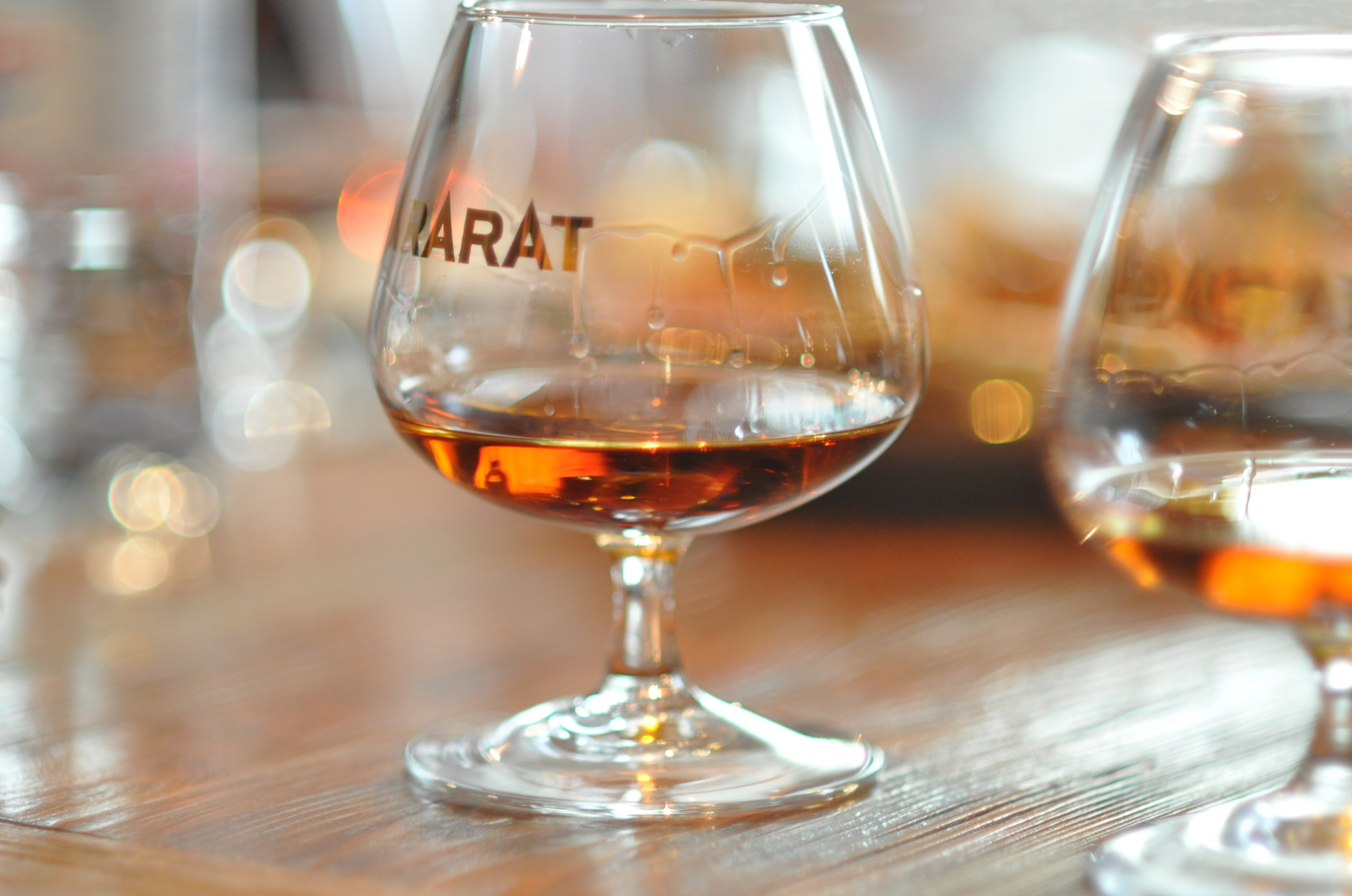
Дегустация
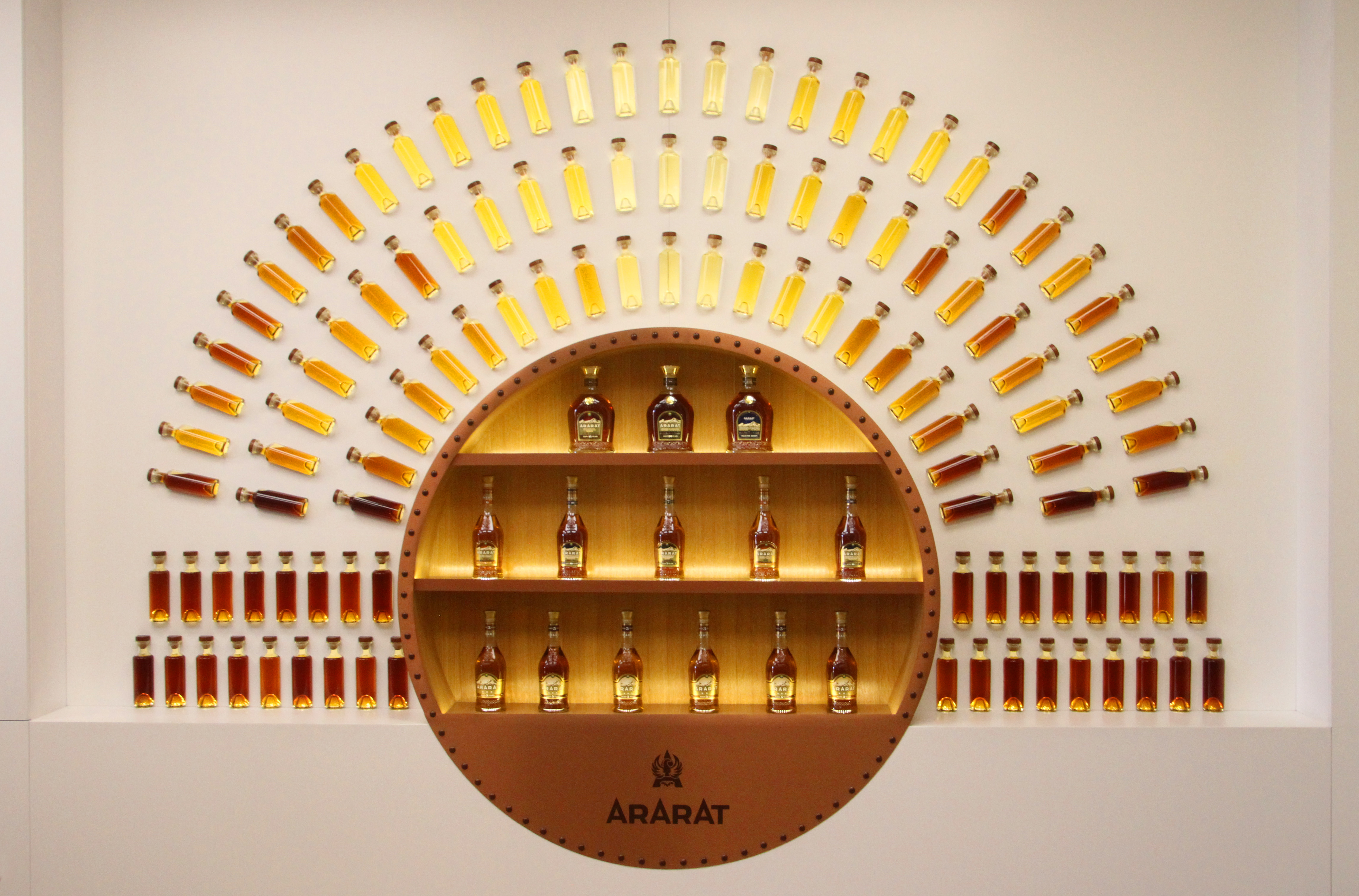
Палитра коньячных спиртов
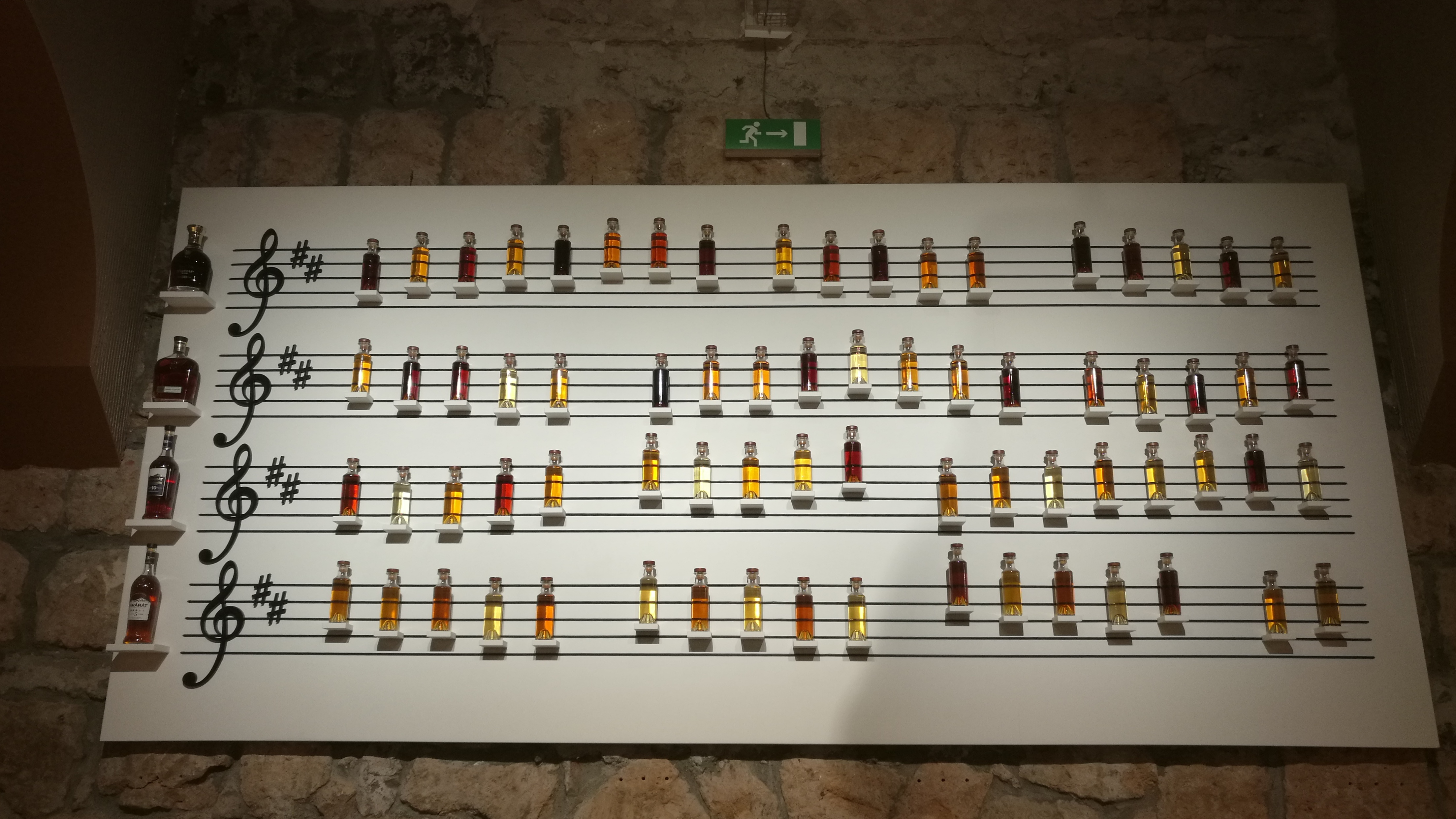
Ноты
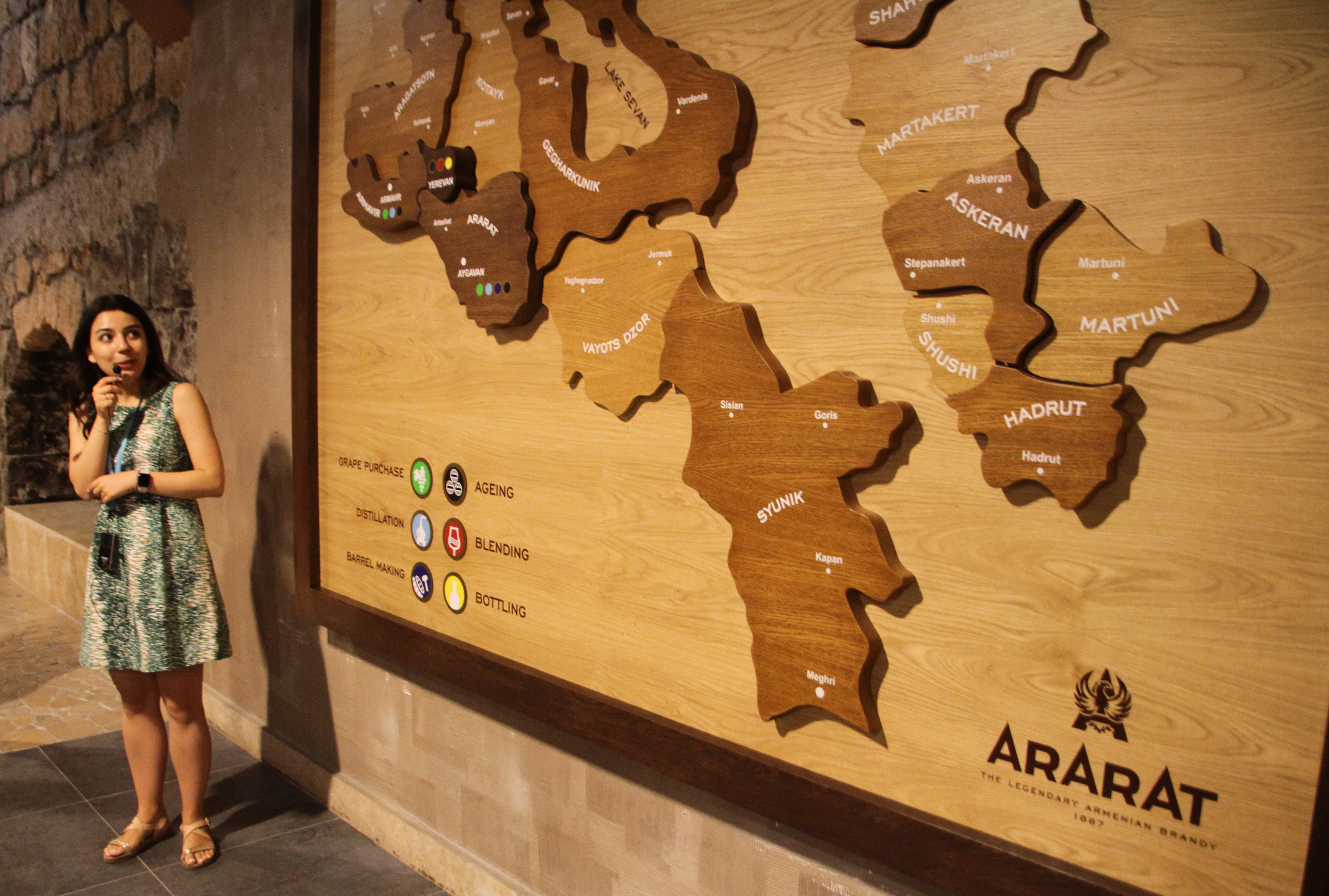
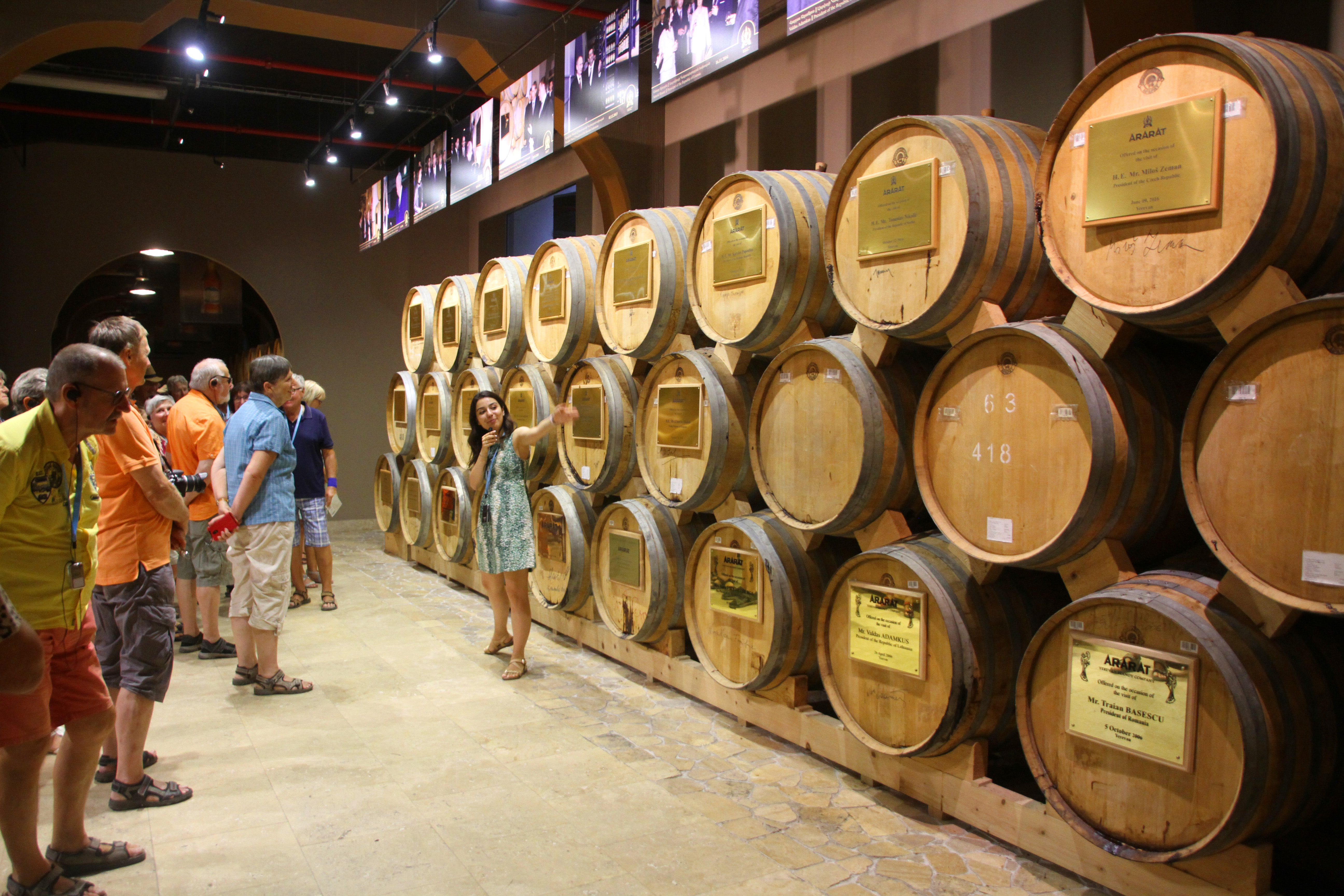
Музей завода. Именные бочки лидеров государств и известных людей
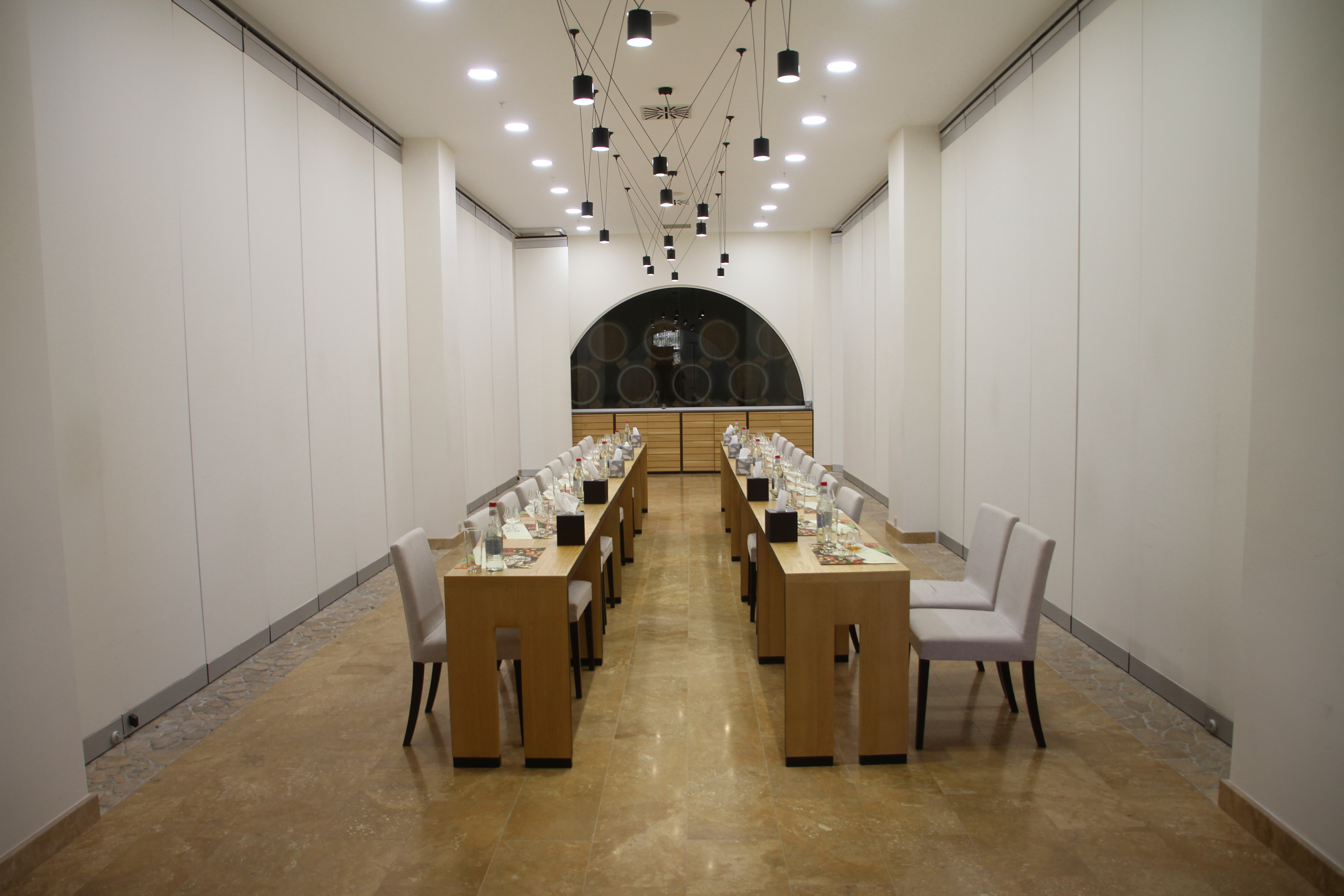
Дегустационной зал
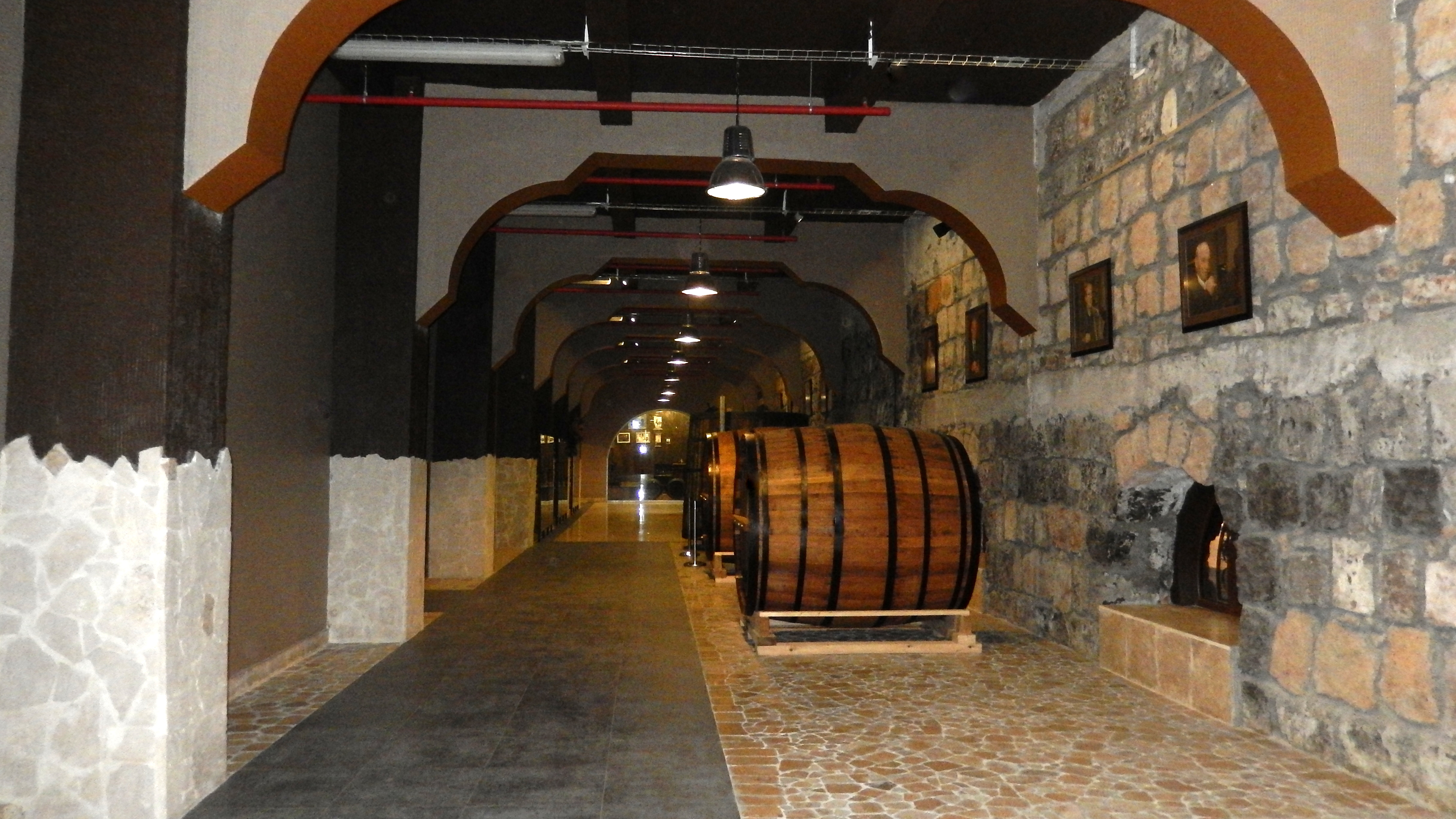
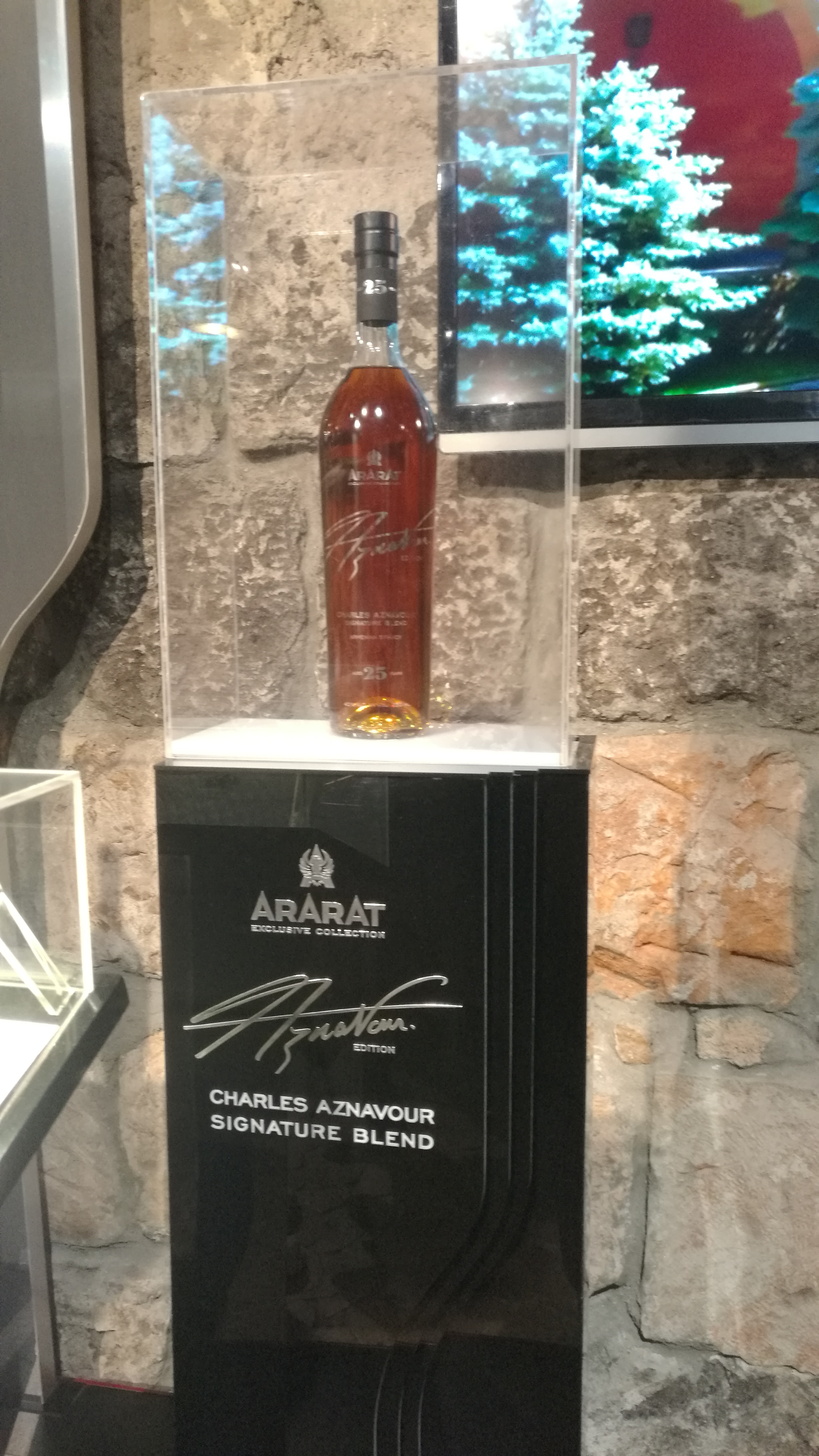
Лимитированная серия в честь Шарля Азнавура